# Walter Fitzalan, 3. High Steward of Scotland
Walter Fitzalan, 3. High Steward of Scotland (auch Walter fitz Alan oder Walter son of Alan) (* um 1198; † 1241) war ein schottischer Adliger.

## Herkunft
Walter entstammte der Familie Stewart, die ursprünglich aus der Bretagne stammte. Er war der älteste Sohn von Alan fitz Walter, der Name seiner Mutter ist nicht gesichert bekannt. Er war wahrscheinlich noch minderjährig, als sein Vater 1204 starb. Er wurde um 1219 volljährig, womit er die umfangreichen Familienbesitzungen in Schottland erbte. Dazu erbte er das Amt des Dapifer des Königs, wobei er ab etwa 1219 die angesehenere Bezeichnung Senescallus wählte. Dieses Amt war allerdings bereits im 12. Jahrhundert zu einem Ehrenamt geworden, dessen eigentliche Aufgaben Beamte am Königshof ausübten. Dazu hatte zwischen Walters Vater und König Wilhelm I. ein gespanntes Verhältnis bestanden.

## Erweiterung seiner Besitzungen in Westschottland

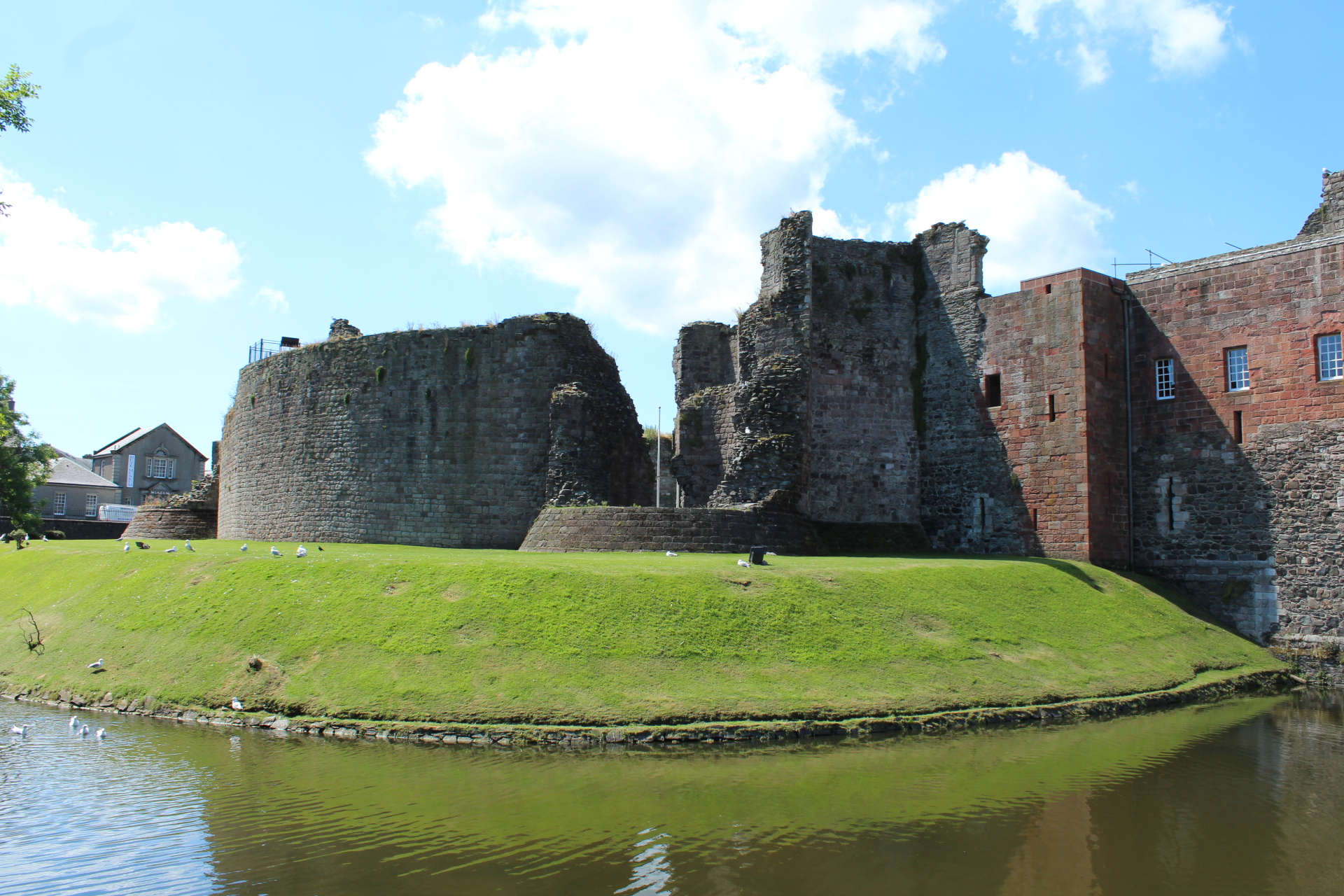
Die Ruine von Rothesay Castle. Die Burg im Besitz von Walter Fitzalan wurde 1230 von einer norwegischen Flotte erobert und niedergebrannt.

Walter hatte mit Renfrew und Kyle bereits umfangreiche Besitzungen in Westschottland geerbt, doch er versuchte, dort seine Besitzungen zu erweitern. Allerdings standen um diese Zeit Teile der westschottischen Küste sowie die Hebriden als Königreich der Inseln unter norwegischer Oberhoheit. Walter verbündete sich mit seinem Schwager Donnchadh, Earl of Carrick und Maol Domhnaich, Earl of Lennox, der eine von Walters Töchtern heiratete. Mit ihrer Unterstützung versuchte er in den 1220er Jahren Cowal zu unterwerfen. Walter hatte dabei offenbar die Unterstützung des schottischen Königs Alexander II., was sicher damit zusammenhing, dass die Politik des in der Region mächtigen Alan, Lord of Galloway zunehmend den König verärgerte. Walters Vordringen nach Westen führte mit zum Krieg mit Norwegen. Eine norwegische Flotte erschien 1230 vor den westschottischen Inseln, plünderte die zu Walters Herrschaft gehörige Isle of Bute und eroberte dort Rothesay Castle. Der schottische König zog mit einem Heer nach Ayr, um seinen Vasallen Walter zu unterstützen, doch erst als eine Flotte von Alan, Lord of Galloway erschien, zogen sich die Norweger zurück. Während des Winters von 1230 bis 1231, als die Flottenoperationen ruhten, gehörte Walter Weihnachten 1230 und Anfang 1231 zum Gefolge des Königs. Am 2. Februar 1231 übertrug ihm der König in St Andrews das wichtige Amt des Justiciar of Scotia, des Stellvertreters des Königs für die Gebieten nördlich des Forth. Möglicherweise auf Rat von Walter verzichtete der König im Frühjahr 1231, den Krieg gegen die unter norwegischer Oberhoheit stehenden westschottischen Inseln wieder aufzunehmen. Nach dem Ende des Kriegs unterstützte der schottische König weiterhin Walter. Mit der Unterstützung des Königs konnte er Cowal endgültig unterwerfen. Er ließ Dunoon Castle errichten, um so seine Stellung in Cowal festigen.

## Weitere politische Tätigkeit
Walter gehörte offenbar zu den engsten Beratern des Königs. Obwohl während einer Ratsversammlung 1236 zahlreiche Magnaten anwesend waren, gehörte er zu den nur vier namentlich genannten Magnaten, die mehrere königliche Urkunden bezeugten. Im Juli 1235 gehörte Walter zu den Führern der schottischen Armee, die unter dem Oberkommando des Königs Galloway unterwarf. Dort war es nach dem Tod von Alan, Lord of Galloway zu einer Rebellion gegen die vom König verfügte Aufteilung Galloways unter den Töchtern von Lord Alan gekommen. 1238 gehörte Walter zu den Führern der schottischen Delegation, die nach Frankreich gesandt wurde, um dort nach einer neuen Frau für den König zu suchen. Anfang 1239 kehrte er mit der französischen Adligen Marie de Coucy nach Schottland zurück, die dort Alexander II. heiratete.
Walter kam in engen Kontakt mit Robert de Brus, Lord of Annandale. Die guten Beziehungen zwischen den Familien Stewart und Brus hielten bis ins 14. Jahrhundert an. Er machte großzügige Schenkungen an die Familienstiftung Paisley Abbey. Bei Dalmilling in Ayrshire stiftete er in den 1220er Jahren ein Gilbertinerpriorat, das jedoch nach etwa zehn Jahren wieder aufgegeben wurde.

## Ehe und Nachkommen
Walter heiratete Beatrix (Bethóc), eine Tochter von Gilchrist, 3. Earl of Angus. Mit ihr hatte er mehrere Kinder, darunter:
- Euphemia († um 1267), ⚭ Patrick Dunbar, 5. Earl of Dunbar
- Margaret (* um 1206), ⚭ Niall, Earl of Carrick
- Elizabeth (* um 1210), ⚭ Maol Domhnaich, Earl of Lennox
- Alexander of Dundonald (um 1220–1282)
- John († 1249), angeblich gefallen bei Damiette auf dem sechsten Kreuzzug[12]
- Walter Bulloch Stewart (zwischen 1225 und 1230–um 1293), ⚭ Mary, Tochter und Erbin von Maurice, 3. Earl of Menteith.
- Sybilla, ⚭ Colin Fitzgerald, 1. Lord of Kintail

Sein Erbe wurde sein Sohn Alexander.